# Krogsbølle Sogn

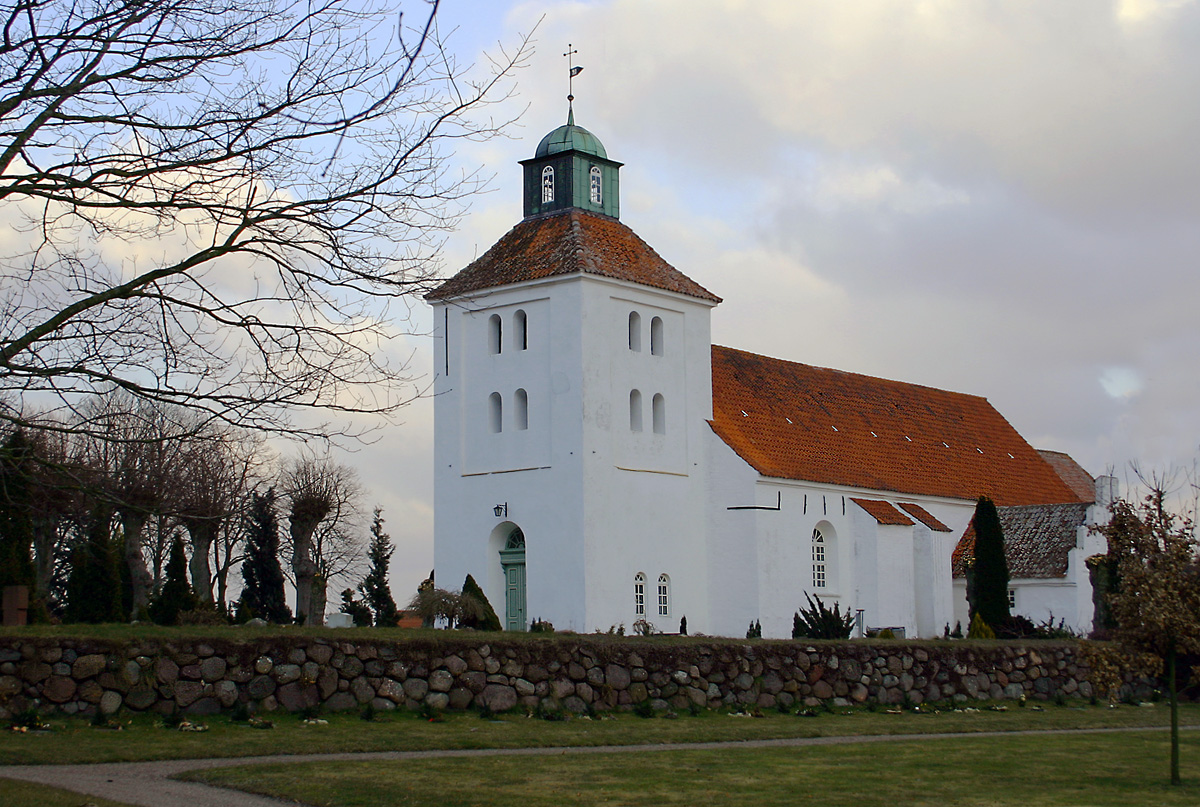
Krogsbølle Kirke

Krogsbølle Sogn ist eine Kirchspielsgemeinde (dän.: Sogn)
auf der Insel Fyn (dt.: Fünen)
im südlichen Dänemark. Bis 1970 gehörte sie zur Harde Skam Herred im damaligen Odense Amt, danach zur Otterup Kommune im Fyns Amt, die im Zuge der Kommunalreform zum 1. Januar 2007 in der Nordfyns Kommune in der Region Syddanmark aufgegangen ist.
Im Kirchspiel leben 1004 Einwohner (Stand: 1. Januar 2023). Im Kirchspiel liegt die Kirche „Krogsbølle Kirke“.
Nachbargemeinden sind im Südwesten Nørre Næraa Sogn, im Süden Bederslev Sogn und im Südosten Norup Sogn.